# René Urquijo
René Urquijo Salazar (Santiago de Cuba, 18 de julio de 1955-4 de enero de 2011). Músico, poeta y cantautor cubano.
Miembro fundador de la Nueva Trova Cubana.

## Temas más conocidos
- Cada amanecer
- Canción de oficio
- Décimas de una noche clara
- El caminante
- Golondrina fugaz
- Huella
- Niña de mi ventana
- Para prender el fuego
- Tema de la montaña
- Tema del Nica

En 2003 se publica un volumen con sus canciones bajo el título:
"Las canciones de René Urquijo"
René Urquijo Salazar y Jorge D. Sierra Fernández. Santiago de Cuba, 2003, 52 p.